# Farooqiella
Farooqiella is een geslacht van vliesvleugeligen uit de familie Eulophidae. De wetenschappelijke naam van dit geslacht is voor het eerst geldig gepubliceerd in 2005 door Jamal Ahmad.

## Soorten
Het geslacht Farooqiella is monotypisch en omvat slechts de volgende soort:
- Farooqiella kashmiriensis Jamal Ahmad, 2005